# Friedrich Kuhn
Pour les articles homonymes, voir Friedrich Kuhn (homonymie).
Friedrich Kuhn, né le 24 novembre 1919 et mort le 8 janvier 2005, est un bobeur allemand.

## Carrière
Friedrich Kuhn participe aux épreuves de bobsleigh aux Jeux olympiques de 1952 à Oslo. Il se classe onzième en bob à deux avec Theo Kitt, et remporte le titre olympique en bob à quatre avec Andreas Ostler, Lorenz Nieberl et Franz Kemser.

## Palmarès

### Jeux Olympiques
- : médaillé d'or en bob à 4 aux JO 1952.